# Dynjandi
Dynjandi (tonante in lingua islandese, per il rumore dell'acqua) è una cascata situata nella regione dei Fiordi del Nord-Ovest. È anche nota con il nome di Fjallfoss (cascata di montagna), ed è situata lungo il corso del fiume Dynjandisá.
Si compone di una serie di sette salti ed ha un'altezza totale di 100 m, con una larghezza di circa 30 m nella parte alta del salto e di 60 metri alla base. La media di flusso d'acqua in estate è tra i 2 e gli 8 metri3 al secondo, mentre la portata si dimezza in inverno.